# Édouard Risler
Édouard Risler (Baden-Baden, Alemanya, 23 de febrer de 1873 - París, Illa de França, 22 de juliol de 1929) fou un pianista francès d'origen alemany.
Fill de mare alemanya i pare alsacià, optà per la nacionalitat francesa, feu els estudis al Conservatori de París, on va tenir per mestres en Louis Diémer i Théodore Dubois, i després d'aconseguir diversos premis passà a Alemanya, perfeccionant allí els seus estudis. El 1896 i 1897 desenvolupà un càrrec en el teatre wagnerià de Bayreuth, encarregant-se després dels assaigs de Els mestres cantaires de Nuremberg. Quan aquesta obra es representà a París.
Als catorze anys ja es presentà com a pianista excel·lent; però fou a partir del 1903 quan assolí una reputació verdaderament universal, en els seus viatges freqüents per Europa i Amèrica es mostrà com un intèrpret extraordinari de les sonates de Beethoven, que constituïen la seva especialitat.
En efecte, pel seu impecable mecanisme, per la seva probitat artística i pel seu sentiment aconseguia, com pocs, traslladar integra l'emoció i la grandesa que vessava en les composicions beethovianes, el que no exclou la seva admiració per altres mestres, el mateix clàssics que moderns.
Risler fou un dels pianistes preferits del públic espanyol, al que visitava amb freqüència.